# The Ultimate Collection (album Sade)
The Ultimate Collection – drugi w dorobku angielskiej grupy Sade album kompilacyjny, wydany w 2011 roku. Na płycie znajdują się zarówno dobrze znane piosenki, jak i zupełnie nowe nagrania. Składankę uzupełniają cztery wcześniej niepublikowane utwory – "Still in Love with You" (zespołu Thin Lizzy z 1974 roku), remix "The Moon and the Sky" (z udziałem Jay-Z), oraz "I Would Have Never Guessed" i "Love Is Found". Krążek promowany był przez zespół pierwszą od 10 lat trasą koncertową Once in a Lifetime World Tour.

## Lista utworów
CD 1
| #  | Tytuł                             | Kompozytor                 | Album               | Długość |
| -- | --------------------------------- | -------------------------- | ------------------- | ------- |
| 1  | "Your Love Is King"               | Adu/Matthewman             | Diamond Life        | 3:41    |
| 2  | "Smooth Operator"                 | Adu/St. John               | Diamond Life        | 4:16    |
| 3  | "Hang on to Your Love"            | Adu/Matthewman             | Diamond Life        | 4:29    |
| 4  | "The Sweetest Taboo"              | Adu/Ditcham                | Promise             | 4:25    |
| 5  | "Is It a Crime"                   | Adu/Matthewman/Hale        | Promise             | 6:16    |
| 6  | "Never as Good as the First Time" | Adu/Matthewman/Denman/Hale | Promise             | 3:58    |
| 7  | "Jezebel"                         | Adu/Matthewman             | Promise             | 5:27    |
| 8  | "Love Is Stronger Than Pride"     | Adu/Hale/Matthewman        | Stronger Than Pride | 4:17    |
| 9  | "Paradise"                        | Adu/Hale/Matthewman/Denman | Stronger Than Pride | 3:36    |
| 10 | "Nothing Can Come Between Us"     | Adu/Matthewman/Hale        | Stronger Than Pride | 3:52    |
| 11 | "No Ordinary Love"                | Adu/Matthewman             | Love Deluxe         | 7:19    |
| 12 | "Kiss of Life"                    | Adu/Hale/Matthewman/Denman | Love Deluxe         | 4:10    |
| 13 | "Feel No Pain"                    | Adu/Hale/Matthewman        | Love Deluxe         | 5:08    |
| 14 | "Bullet Proof Soul"               | Adu/Hale/Matthewman        | Love Deluxe         | 5:26    |

CD 2
| #  | Tytuł                                | Kompozytor                   | Album                     | Długość |
| -- | ------------------------------------ | ---------------------------- | ------------------------- | ------- |
| 1  | "Cherish the Day"                    | Adu/Hale/Matthewman          | Love Deluxe               | 6:17    |
| 2  | "Pearls"                             | Adu/Hale                     | Love Deluxe               | 4:35    |
| 3  | "By Your Side"                       | Adu/Hale/Matthewman/Denman   | Lovers Rock               | 4:34    |
| 4  | "Immigrant"                          | Adu/Podrazik                 | Lovers Rock               | 3:48    |
| 5  | "Flow"                               | Adu/Hale/Matthewman/Denman   | Lovers Rock               | 4:34    |
| 6  | "King of Sorrow"                     | Adu/Hale/Matthewman/Denman   | Lovers Rock               | 4:53    |
| 7  | "The Sweetest Gift"                  | Adu/Matthewman               | Lovers Rock               | 2:18    |
| 8  | "Soldier of Love"                    | Adu/Hale/Matthewman/Denman   | Soldier of Love           | 5:59    |
| 9  | "The Moon and the Sky"               | Adu/Hale/Matthewman          | Soldier of Love           | 4:28    |
| 10 | "Babyfather"                         | Adu/Matthewman/Janes/Nichols | Soldier of Love           | 4:40    |
| 11 | "Still in Love with You"             | Lynott                       | nie wydany wcześniej      | 4:24    |
| 12 | "Love Is Found"                      | Adu/Matthewman/Hale/Denman   | nie wydany wcześniej      | 4:08    |
| 13 | "I Would Never Have Guessed"         | Adu/Momrelle/Hale            | nie wydany wcześniej      | 2:56    |
| 14 | "The Moon and the Sky" (feat. Jay-Z) | Adu/Matthewman/Hale/Shebib   | nie wydany wcześniej      | 4:26    |
| 15 | "By Your Side" (remix Neptunes)      | Adu/Matthewman/Hale/Denman   | singiel CD "By Your Side" | 3:57    |

## Pozycje na listach
| Lista  | Kraj   | Pozycja | Status             |
| ------ | ------ | ------- | ------------------ |
| OLiS   | Polska | 3       | 4x platynowa płyta |
| Mahasz | Węgry  | 4       | złota płyta        |